# مسجد كامبونج بيراو
مسجد كامبونج بيراو يقع المسجد في منطقة كامبونج بيراو، والتي تقع على بعد حوالي تسعة عشر كيلومتر من بيكان توتونج في بروناي .

## البناء
تم البدء في بناء مسجد كامبونج بيراو في الخامس من شهر أغسطس من عام 1989، على موقع أرض مساحتها 2.25 هكتار، وتم الانتهاء من البناء في التاسع من شهر أكتوبر من عام 1990، مع نفقات قدرت بمبلغ 515،323.00 دولار، وقد استخدم المسجد لأول مرة في الثاني عشر من شهر أكتوبر من عام 1990، وموقع الأرض تبرع به الحاج راتو بن إسماعيل.

## الافتتاح
افتتح مسجد كامبونج بيراو رسميا من قبل صاحب السمو الملكي الأمير برينس نجل جلالة السلطان الحاج حسن البلقيه، وذلك يوم الجمعة الحادي والعشرين من شهر محرم من عام 1412 هـ الموافق الثاني من شهر أغسطس من عام 1991، بالتزامن مع الذكرى السنوية لميلاد جلالة السلطان ويانغ دي بيرتوان الخامس والأربعين .

## استيعاب المسجد
تبلغ قدرة مسجد كامبونج بيراو الاستيعابية لحوالي 300 مصلي في وقت واحد.